# 自然分娩
自然分娩是一種沒有常規醫療介入（包括麻醉）的分娩方式。相對於一般工業化社會中配合醫療技術的分娩方式，自然分娩希望讓醫療的介入降到最低，特別是像麻醉藥、會陰切開術等醫療介入、產鉗或是真空牽引等輔助方式，或是剖宮產。自然分娩可能是在醫院，由醫生或是接生員參與的醫院分娩、接生員在家中接生的家中分娩，也可能是自行進行的無人助產。自然分娩是由產科醫生格伦雷·迪克在1930年代的書《Natural Childbirth》中首次提到，後來在1942年又出版了《Childbirth Without Fear》。

## 歷史
以往大部份的孕婦是在家中自然分娩，沒有醫療介入。沒有醫療介入下孕產婦死亡率估計約在每十萬名中有1500人死亡。美國在大約1900年時（是在醫學技術進步，導入現代醫學技術之前），孕產婦死亡率估計約在每十萬名中有700人死亡（0.7%）。
自從工業革命起，因為居住空間的縮小，生活環境的骯髒，在家自然生產越來越困難。這讓都市的婦女以及社會低階級的婦女到醫院生產，不過富有的婦女和中產階級的婦女仍選擇在家生產。1900年代初期醫院越來越普及，越來越多婦女到醫院生產。美國的中產階級婦女特別接受在醫院生產，接受醫療介入，認為比較安全，分娩過程也比較不會疼痛。生產時的藥物使用是開始於1847年，蘇格蘭產科醫生詹姆斯·杨·辛普森使用氯仿作為生產的麻醉劑，但只有最富有、最有權力的女性（例如維多利亞女王）可以才使用。
「自然分娩」（natural childbirth）一詞是由產科醫師Grantly Dick-Read在其1933年的書籍《Natural Childbirth》中提到，其中的定義是沒有任何會影響分娩步驟的醫學介入。書中認為因為「有文化」的英國女性害怕分娩，因此讓生產率下降，若女性不害怕分娩，分娩會比較容易，因為害怕會產生緊張，因此帶來疼痛。Dick-Read在1942年出版了《Revelation of Childbirth》（後來改名為《Childbirth without Fear》），倡導自然分娩，此書也成為國際暢銷作品。Dick-Read在1940年代末期想將此概念帶到美國，但已看到市面上已在關注許多不同名稱的類似概念，例如「無痛分娩」、 「準備好的分娩」等。自然分娩的吸引力是來自以下概念：整合生理學、心理學、社會學以及靈性層面的分娩才是最全面性的照顧。
Marjorie Karmel在1959年的書籍《Thank You, Dr. Lamaze》中提到她有關拉玛泽呼吸法的經驗，之後此方式開始在美國流行，Karmel和Elisabeth Bing也成立了產科心理預防學美國協會（American Society for Psychoprophylaxis in Obstetrics），也就是現在的拉瑪澤國際組織。Bradley自然生產法（也稱為husband-coached childbirth）是Robert A. Bradley在1947年提出的自然分娩方法，因為1965年首次出版的《Husband-Coached Childbirth》而流行。
自然分娩在1970年代變成有關女性主義以及反消費主義的運動，其中的消費主義是指傳統分娩的產科醫師沒有關注產婦全人的需要，利用科技作為控制女性身體的工具。法國產科醫師Michel Odent以及Ina May Gaskin等助產士提倡取代醫院分娩模式的生產中心、水中分娩及在家分娩。大家常誤認法國產科醫師Frédérick Leboyer是水中分娩的提倡者，其實他反對水中分娩，因為他認為這對新生兒的健康沒有好處。Gaskin在1976年寫了《Spiritual Midwifery》，描述沒有醫生介入的在家分娩的好處。

## 醫療介入以外的方式
在自然分娩中，不使用醫療介入，會用許多非侵入式的方式來輕緩產婦的疼痛。其中許多方式強調「身與心的連結」。這些方法有水療、按摩、放鬆技巧、催眠、呼吸練習、針灸分娩止痛、經皮神經電刺激器（TENS）、言语生成、心像、覺察以及水中分娩。其他作法有走路以及不同的分娩體位（例如使用分娩球）、熱療及冷療，以及接受像接生員或是陪產員等一對一的分娩協助。不過自然分娩倡議者強調分娩中的痛是正常的，是分娩過程必須的一部份，不該自動將其視為是完全負面。自然分娩倡議者認為分娩中的疼痛和和受傷以及疾病的疼痛不同，分娩中的疼痛表示女性身體正常運作。
自然分娩推薦的分娩體位有跪姿、趴跪姿或是浮在水中，和傳統分娩的截石式體位不同，截石式體位是讓產婦背朝下躺在病牀上，腳放在鐙上，此一姿勢會讓分娩變慢，變困難。
自然分娩不使用會陰切開術，但會用其他方式減少在分娩時會陰的撕裂傷，包括用反向的壓力施加在會陰上、熱敷、慢慢的將嬰兒產出。

## 批評
有人在媒體上指出已開發國家推動自然分娩的作法有些誇張，而且可能會傷害女性

## 延伸閱讀
- Durand, Mark A. (1992). "The Safety of Home Birth: The Farm Study". American Journal of Public Health.
- Sakala, C., M. Corry, and H. Goer (2004). "Harms of Cesarean Versus Vaginal Birth". New York: Childbirth Connection. Full report available at
- Simkin, P. (1992). "Just another day in a woman's life? Nature and consistency of women's long term memories of their first birth experience". Birth 19:64–81.
- Thompson, Craig (2005). "Consumer Risk Perceptions in a Community of Reflexive Doubt". Journal of Consumer Research.